# Halowe Mistrzostwa Europy w Lekkoatletyce 2011 – sztafeta 4 × 400 m mężczyzn
Sztafeta 4 × 400 metrów mężczyzn – jedna z konkurencji rozegranych podczas halowych lekkoatletycznych mistrzostw Europy w hali Palais Omnisports de Paris-Bercy w Paryżu. Do udział w czempionacie zostało zaproszonych pięć najszybszych sztafet sezonu 2010 w Europie – skład konkurencji uzupełniła reprezentacja gospodarzy.

## Terminarz
| Data    | Godzina |       |
| ------- | ------- | ----- |
| 6 marca | 17:40   | Finał |

## Rezultaty

### Finał
| Pozycja | Tor | Reprezentacja                                                                       | Czas    | Uwagi |
| ------- | --- | ----------------------------------------------------------------------------------- | ------- | ----- |
|         | 1   | Francja · Marc Macédot · Leslie Djhone · Mamoudou Hanne · Yoan Décimus              | 3:06.17 | NR    |
|         | 4   | Wielka Brytania · Nigel Levine · Nick Leavey · Richard Strachan · Richard Buck      | 3:06.46 |       |
|         | 5   | Belgia · Jonathan Borlée · Antoine Gillet · Nils Duerinck · Kévin Borlée            | 3:06.57 | NR    |
| 4.      | 3   | Rosja · Dmitrij Buriak · Pawieł Trienichin · Siergiej Pietuchow · Dienis Aleksiejew | 3:06.99 |       |
| 5.      | 2   | Polska · Mateusz Fórmański · Marcin Marciniszyn · Łukasz Krawczuk · Jakub Krzewina  | 3:09.31 |       |
| 6.      | 6   | Holandia · Joeri Moerman · Youssef El Rhalfioui · Bjorn Blauwhof · Daniël Franken   |         | DQ    |